# Анцупов, Александр Яковлевич
Александр Яковлевич Анцупов (1924 ― 2019) — Герой Советского Союза (1943), командир стрелкового отделения мотострелкового батальона 69-й механизированной бригады 9-го механизированного корпуса 3-й гвардейской танковой армии Воронежского фронта, младший сержант.

## Биография
Родился 7 июля 1924 года в селе Федосиха ныне Коченевского района Новосибирской области в семье крестьянина. Русский.
Образование неполное среднее. Работал в родном селе в Верх-Карасукском совхозе, а с 1942 года — на заводе в Новосибирске.
В Красной Армии с ноября 1942 года, призван Новосибирским ГВК. Участник Великой Отечественной войны с 1943 года. Боевое крещение получил в боях на Орловско-Курской дуге. Был трижды ранен.
Командир стрелкового отделения мотострелкового батальона младший сержант Александр Анцупов 22 сентября 1943 года первым переправился через реку Днепр на подручных средствах и повёл своё отделение в атаку. В бою за расширение плацдарма его отделение участвовало в освобождении села Зарубенцы Каневского района Черкасской области Украины. Лично уничтожил несколько гитлеровцев.
После войны А. Я. Анцупов был демобилизован из Вооруженных сил СССР. Член ВКП(б)/КПСС с 1950 года.
Жил и работал в родном селе, а также других сельских районах области. Александр Яковлевич проработал в системе потребительской кооперации председателем правления Верх-Карасукского рабкоопа двадцать восемь лет (1954—1981).
Жил в Коченево. Принимал активное участие в ветеранском движении. К 60-летию Великой Победы ветеран составил районную книгу памяти.
В 2010 году Анцупов был участником парада в Москве, посвященного 65-летию Победы в Великой Отечественной войне.
Проживал в Новосибирске. Умер 21 августа 2019 года. Похоронен на Заельцовском кладбище (кв. 103).

## Награды
- Указом Президиума Верховного Совета СССР от 17 ноября 1943 года за образцовое выполнение боевых заданий командования на фронте борьбы с немецко-фашистскими захватчиками и проявленные при этом мужество и героизм, младшему сержанту Анцупову Александру Яковлевичу присвоено звание Героя Советского Союза с вручением ордена Ленина и медали «Золотая Звезда» (№ 9034).
- Награждён орденом Ленина, орденом Октябрьской Революции, орденом Отечественной войны 1-й степени, а также медалями, среди которых медаль «За отвагу».
- В 1959 году был награждён знаком «Отличник потребительской кооперации».
- В 2005 году Президент РФ Владимир Путин лично подарил А. Я. Анцупову золотые часы.
- В 2013 году, в честь празднования 100-летия со дня рождения А. И. Покрышкина, награждён медалью Покрышкина[3].
- Почётный гражданин Новосибирской области (7 июня 2019) — за выдающиеся заслуги в деле укрепления мира и согласия в обществе, повышение авторитета Новосибирской области в Российской Федерации и за рубежом[4]

## Память
- Наградной лист Анцупова А. Я.[5]
- 18 марта 2005 года Федосихинской средней общеобразовательной школе было присвоено имя Героя Советского Союза Александра Яковлевича Анцупова.
- 1 сентября 2006 года на школе была открыта мемориальная доска: «В нашей школе учился Герой Советского Союза А. Я. Анцупов».
- В Новосибирске имя Героя увековечено на Аллее Героев у Монумента Славы.